# Л'Ай-ле-Роз (округ)
Округ Л'Ай-ле-Роз (фр. Arrondissement de l'Haÿ-les-Roses) — округ у Франції, в департаменті Валь-де-Марн. 2023 року округ об'єднував 18 муніципалітетів, населення становило 575 672 особи.
Адміністративний центр (супрефектура) — Л'Аї-ле-Роз.

## Муніципалітети
Список муніципалітетів округу та їхні коди INSEE:
1. Аблон-сюр-Сен (94001)
2. Аркей (94003)
3. Валантон (94074)
4. Вільжуїф (94076)
5. Вільнев-ле-Руа (94077)
6. Вільнев-Сен-Жорж (94078)
7. Вітрі-сюр-Сен (94081)
8. Жантії (94037)
9. Іврі-сюр-Сен (94041)
10. Кашан (94016)
11. Л'Ай-ле-Роз (94038)
12. Ле-Кремлен-Бісетр (94043)
13. Орлі (94054)
14. Ренжис (94065)
15. Тьє (94073)
16. Френ (94034)
17. Шевії-Ларю (94021)
18. Шуазі-ле-Руа (94022)